# Курица яннём

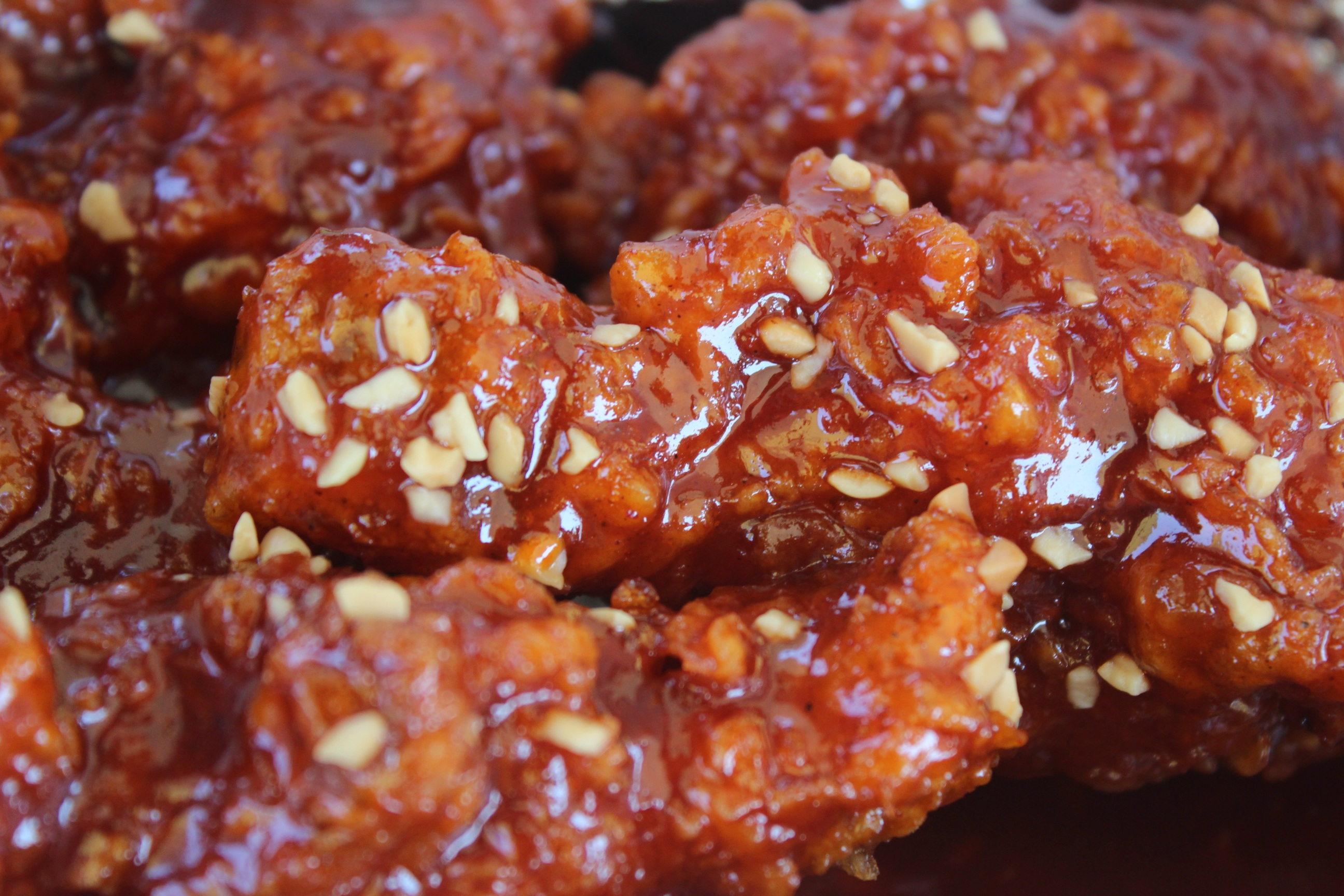
Курица яннём

Курица яннём (кор. 양념치킨; яннём чикхин) — блюдо корейской кухни, жареная курица, покрытая липким острым красным соусом. В переводе с корейского языка «яннём» означает «сладко-острая». Блюдо получило распространение за пределами Кореи. В Южной Корее жареная курица употребляется в качестве основного блюда, закуски, а также как анджу — (кор. 안주, закуска под алкоголь).
Корейская жареная курица обжаривается дважды, из-за чего кожа у неё получается тонкой, хрустящей и менее жирной. Курицу обычно приправляют специями, сахаром и солью до и после жарки. В корейских ресторанах жарят обычно либо курицу, либо цыплят, у которых более нежное мясо. После первой жарки курицу обычно обмазывают соусом с помощью кисти, чтобы он был равномерно распределён тонким слоем. К курице часто подают маринованный дайкон и пиво (или газированные напитки).

## История
Слово «чикхин» в названии — заимствование из английского; в корейском оно получило значение «жареная курица». Исторически корейцы обычно варили курицу на пару́, а также готовили её в супах и бульонах. Жареная курица попала в Южную Корею во время Корейской войны: её готовили размещённые в стране американские военные в конце 1940-х и начале 1950-х годов. В Сеуле, Пусане, Пхёнтхэке и Сонгтане открылись американские торговые точки, продававшие жареную курицу.
Современная тенденция употребления в пищу жареной курицы началась в Корее в конце 1960-х годов, когда в центре Myeongdong Yeongyang в Сеуле начались продажи целой курицы, запеченной в электрической печи.
Первая корейская жареная курица появилась в сети ресторанов Lim’s chicken, открывшегося в 1977 году в подвале одного из универмагов сети Синсегэ. Основатель, Лю Сокхо, придумал готовить отдельные кусочки жареной курицы в 1975 году, когда он отправился учиться в Соединённые Штаты. Он стал подавать там обычную жареную курицу, а затем стал обжаривать курицу вместе с корнем женьшеня, что понравилось потребителям.

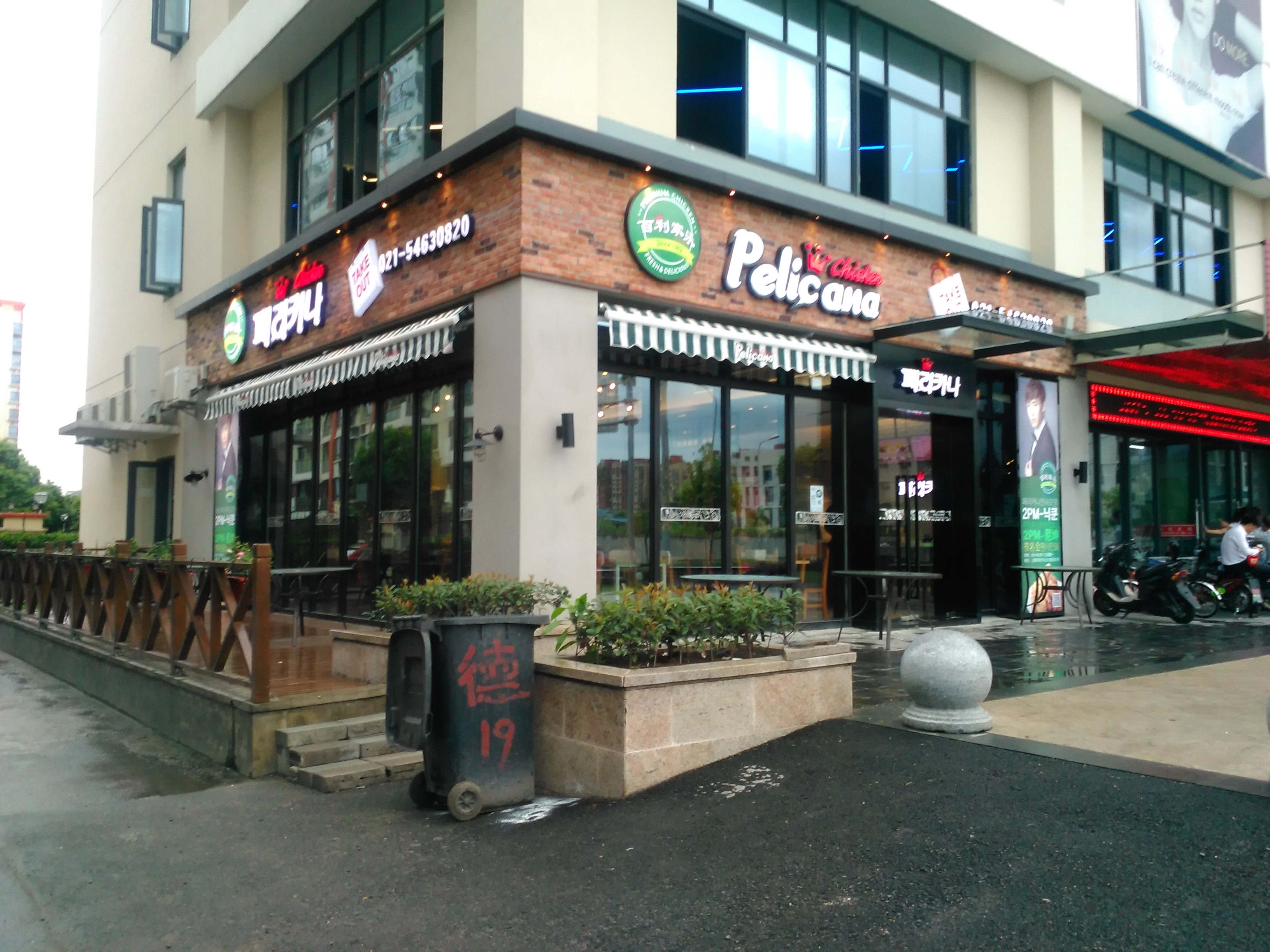
Pelicana Chicken

Курица яннём начала свою историю в 1982 году, её автор — Юн Джонге, управляющий рестораном Pelicana Chicken в Тэджоне, заметил, что клиенты с трудом едят твёрдые части жареной курицы, которые зачастую царапают им нёбо, и решил смягчить твёрдую кожицу, замариновав её в сладко-остром соусе. По утверждению Юна, в маринаде для самой первой курицы яннём не использовался кочхуджан (острая паста из перца чили).
Из-за насыщения рынка в Корее многие крупные корейские сети жареной курицы, такие как Mexicana Chicken, Genesis BBQ, Kyochon Chicken и Pelicana Chicken, открыли заведения в Соединенных Штатах, Китае, Канаде и Юго-Восточной Азии.